# گروه وود
گروه وود (به انگلیسی: Wood Group) شرکت خدمات نفت و گاز اسکاتلندی است، که در حوزه‌های ارائه خدمات مهندسی نفت و گاز، پشتیبانی تولید، تعمیر و نگهداری توربین‌های گازی، حفاری و خدمات سرچاهی فعالیت می‌کند. دفتر مرکزی این شرکت در شهر ابردین، اسکاتلند قرار دارد.
گروه وود در سال ۱۹۸۲ توسط سر یان وود تأسیس شد. بخشی از سهام این شرکت در بازار بورس اوراق بهادار لندن مبادله می‌شود و جزئی از شاخص اف‌تی‌اس‌ای ۱۰۰ (شامل ۱۰۰ شرکت برتر بورس لندن) می‌باشد.

## تاریخچه
گروه وود در سال ۱۹۸۲ پس از جدایی از شرکت جی‌دبیو هولدینگز توسط سر یان وود تأسیس شد. جی‌دبیو هولدینگز در اوایل دهه ۱۹۷۰ میلادی در زمینه ارائه خدمات متنوع صنعت نفت فعالیت می‌نمود. گروه وود، در سال ۲۰۰۲ وارد فهرست بورس اوراق بهادار لندن شد.

## فعالیت‌ها
این شرکت شامل شرکت‌های زیادی می‌باشد. مانند: شرکت مهندسی گروه وود (دریای شمال)، گروه وود پی‌اس‌ان، گروه وود کنی و گروه وود جی‌تی‌اس.